# Uteopsis argentea
Uteopsis argentea is een sponssoort in de taxonomische indeling van de kalksponzen (Calcarea). De spons leeft in de zee en zijn steencel bestaat uit calciumcarbonaat.
De spons behoort tot het geslacht Uteopsis en behoort tot de familie Jenkinidae. De wetenschappelijke naam van de soort werd voor het eerst geldig gepubliceerd in 1883 door Poléjaeff.